# Eumecia
Eumecia is een geslacht van hagedissen uit de familie skinken (Scincidae). 

## Naam en indeling
De groep werd voor het eerst wetenschappelijk beschreven door José Vicente Barbosa du Bocage in 1870. Er zijn twee soorten die eerder behoorden tot de geslachten Lygosoma en het niet langer erkende Riopa.

## Verspreidingsgebied
De skinken komen voor in delen van zuidelijk Afrika en leven in de landen Angola, Congo-Kinshasa, Kenia, Malawi, Tanzania en Zambia.

## Soorten
Het geslacht omvat de volgende soorten, met de auteur en het verspreidingsgebied.
| Naam              | Auteur          | Verspreidingsgebied                             |
| ----------------- | --------------- | ----------------------------------------------- |
| Eumecia anchietae | Bocage, 1870    | Angola, Congo-Kinshasa, Kenia, Tanzania, Zambia |
| Eumecia johnstoni | Boulenger, 1887 | Malawi                                          |